# Чемпионат Европы по самбо 2023
Чемпионат Европы по самбо 2023 года проходил 18-23 апреля в городе Хайфа (Израиль). В соревнованиях приняли участие следующие команды: сборные Азербайджана, Армении, Бельгии, Болгарии, Боснии и Герцеговины, Венгрии, Германии, Греции, Израиля, Ирландии, Исландии, Испании, Италии, Республики Кипр, Латвии, Молдавии, Нидерландов, Румынии, Северной Македонии, Сербии, Хорватии. Команды России, Белоруссии и Франции выступают по флагом и гимном Международной федерации самбо. Параллельно со взрослыми проходили соревнования среди кадетов, юношей и юниоров. Всего в континентальном чемпионате участвовали 479 спортсменов из 23 стран. Сборную России представляли 70 спортсменов, которые выиграли 67 медалей (58 золотых, 3 серебряных и 6 бронзовых во всех возрастных категориях).

## Медалисты

### Мужчины
| Весовая категория | Золото                      | Серебро                           | Бронза                                                      |
| ----------------- | --------------------------- | --------------------------------- | ----------------------------------------------------------- |
| до 58 кг          | Владимир Гладких · Россия   | Вахтанг Чидрашвили · Грузия       | Мехман Халилов · Азербайджан Тигран Киракосян · Армения     |
| до 64 кг          | Руслан Багдасарян · Россия  | Мирфаттах Сеидалиев · Азербайджан | Нарек Даллакян · Армения Милош Самарджич · Сербия           |
| до 71 кг          | Али Турсунов · Россия       | Владислав Саяпин · Беларусь       | Миндиа Лилуашвили · Грузия Хаджалы Гасымов · Азербайджан    |
| до 79 кг          | Уали Куржев · Россия        | Иван Харков · Болгария            | Илья Ломиворотов · Россия Борис Шатверян · Армения          |
| до 88 кг          | Сергей Кирюхин · Россия     | Георги Бодирлау · Румыния         | Александр Круглик · Беларусь Джейхун Гусейнов · Азербайджан |
| до 98 кг          | Арсен Ханджян · Армения     | Давид Лориашвили · Грузия         | Сергей Лесяк · Беларусь Альсим Черноскулов · Россия         |
| свыше 98 кг       | Георгий Кавтарадзе · Грузия | Владимир Гажич · Сербия           | Антон Брачёв · Россия Илья Жупиков · Беларусь               |

### Женщины
| Весовая категория | Золото                        | Серебро                       | Бронза                                                |
| ----------------- | ----------------------------- | ----------------------------- | ----------------------------------------------------- |
| до 50 кг          | Сефора Корчер · Франция       | Кристина Бланару · Румыния    | Татьяна Фёдорова · Россия Кристина Касас · Испания    |
| до 54 кг          | Маргарита Барнева · Россия    | Варсик Григорян · Армения     | Вера Зорева · Молдова Алёна Купава · Беларусь         |
| до 59 кг          | Алёна Алёхина · Россия        | Кристина Бондар · Румыния     | Яна Беганская · Беларусь Ива Иванова · Болгария       |
| до 65 кг          | Екатерина Оноприенко · Россия | Даниэла Ждан · Беларусь       | Сэм Ван Дун · Нидерланды Анда Валвой · Румыния        |
| до 72 кг          | Анжела Жилинская · Беларусь   | Ольга Малейка · Румыния       | Алис Шлезингер · Израиль Наоми Оверкамп · Нидерланды  |
| до 80 кг          | Алёна Прокопенко · Россия     | Леа Катарина Гобек · Хорватия | Катерина Москалёва · Румыния Эвелина Казаку · Молдова |
| свыше 80 кг       | Анжела Гаспарян · Россия      | Катерина Калюжная · Румыния   | Валерия Хрущёва · Беларусь Элене Кебадзе · Грузия     |

### Боевое самбо
| Весовая категория | Золото                        | Серебро                       | Бронза                                                          |
| ----------------- | ----------------------------- | ----------------------------- | --------------------------------------------------------------- |
| до 58 кг          | Алдар Намсараев · Россия      | Кандов Борис · Болгария       | Манзорро Лукас Алехандро · Испания Мхитар Мхитарян · Армения    |
| до 64 кг          | Павел Пантелеев · Россия      | Евгений Михно · Беларусь      | Делян Илиев · Болгария Алехандро Санчес Гарсия · Испания        |
| до 71 кг          | Ролан Зиннатов · Россия       | Эмиль Незиров · Болгария      | Лука Перкович · Словения Тариель Аббасов · Израиль              |
| до 79 кг          | Асланбек Кодзаев · Россия     | Фернандо Диас · Испания       | Эдуард Куцко · Беларусь Имре Диелис · Венгрия                   |
| до 88 кг          | Джамбулат Меджидов · Россия   | Евгений Алексиевич · Беларусь | Давид Вольфман · Израиль Джосип Превисик · Босния и Герцеговина |
| до 98 кг          | Арман Аванесян · Армения      | Роман Дамиев · Беларусь       | Марино Дуганжич · Босния и Герцеговина Виктор Немков · Россия   |
| свыше 98 кг       | Шамиль Курамагомедов · Россия | Валентин Наталевич · Беларусь |                                                                 |